# 溫布頓站
溫布頓站（英語：Wimbledon station）是英國全國鐵路、西南鐵路公司、倫敦地鐵和倫敦電車連線的一個車站，位於默頓區的溫布頓。
它是倫敦地鐵區域線（District Line）、兩間英國國鐵營運商（西南鐵路 South Western Railway 和泰晤士連線 Thameslink）以及電車系統（Tramlink）的交匯站。該車站位於交通卡第3區（Travelcard Zone 3），距離倫敦滑鐵盧站（London Waterloo）沿西南主線（South West Main Line）約7英里19鏈（約11.6公里）。
該車站共有11個月台。第1至第4月台為倫敦地鐵使用，第5及第8月台服務西南鐵路的內郊列車，第9月台供泰晤士連線使用，而第10a及10b月台則用於電車系統。第6及第7月台鄰近快速軌道，設計用作快車及外郊西南鐵路列車之用，不過大部分這類列車只會於溫布頓網球錦標賽（Wimbledon Tennis Championships）期間或星期日外郊列車時段停靠溫布頓站。這些月台的出入通道設有滑動閘門，並於2014年3月裝設安全圍欄。

## 外部連結
- London Transport Museum Photographic Archive （页面存档备份，存于）
  - Side entrance to Wimbledon station, 1955. This entrance has been rebuilt as part of the Centre Court shopping centre development.
- Pictures of both entrances to station